# Domaine du roy
Il Domaine du Roy (in italiano Dominio del Re) fu un'area territoriale della Nuova Francia, istituita a partire dal 1652, che rappresentava una vasta porzione di terra amministrata direttamente dal sovrano francese. Questo territorio si estendeva lungo il fiume Saguenay e il Saint-Laurent, con una delimitazione che andava dall'Île aux Coudres fino alla regione delle Sept-Îles, includendo i bacini del Saguenay-Lac-Saint-Jean e della Haute-Côte-Nord.

## Origine e sviluppo
Il Domaine du roi nacque come parte della "Traite de Tadoussac", una rete di scambi commerciali che coinvolgeva prevalentemente il commercio delle pellicce. L'istituzione di questo dominio rifletteva un modello di controllo coloniale, combinando una sovranità amministrativa e giuridica con l'esclusione della colonizzazione agricola. Questo approccio si ispirava al sistema seigneurial (in italiano signorile) francese, adattato per favorire l'estrazione delle risorse naturali, in particolare pellicce e legname, senza alterare significativamente l'uso tradizionale del territorio da parte delle popolazioni indigene, come i Montagnais.
Michel Lavoie ha analizzato questo sistema, descrivendolo come un "dominio seigneurial" direttamente attribuito alla monarchia. L'assenza di concessioni agricole confermava la particolarità di questo territorio rispetto al resto della Nuova Francia, configurandolo come una proprietà reale finalizzata alla gestione delle risorse.

## Sovranità e amministrazione
La sovranità sul Domaine du roi era sancita da atti simbolici di annessione territoriale e mantenuta attraverso un controllo economico e giuridico. I posti di scambio, come quelli di Tadoussac, non erano solo centri economici, ma rappresentavano anche marcatori di sovranità coloniale. Questi insediamenti servivano a consolidare la pretesa territoriale della monarchia francese, confermandone il controllo su un'area strategica per il commercio delle pellicce.
Dopo la conquista britannica del 1763, il territorio venne rinominato "King's Posts", mantenendo intatto il suo carattere di monopolio economico e la sua amministrazione centralizzata. Nonostante i cambiamenti di regime, il modello francese di sfruttamento delle risorse rimase sostanzialmente invariato.

## Impatto sulle popolazioni indigene
Il controllo coloniale sul Domaine du roi ebbe conseguenze profonde sulle popolazioni indigene. I Montagnais, pur continuando a utilizzare il territorio per la caccia e altre attività tradizionali, si trovarono inseriti in una struttura gerarchica di tipo feudale. Secondo Lavoie, essi accettarono questa subordinazione, riconoscendo al re francese la proprietà legale del territorio e conservando un diritto d'uso limitato. Tuttavia, questa interpretazione è stata oggetto di critiche da parte di storici, che contestano l'idea di un'accettazione volontaria da parte delle popolazioni indigene.

## Critiche e controversie
La tesi di Michel Lavoie sullo status di signorilità del Domaine du roi è stata contestata da diversi studiosi. Alcuni ritengono che la distinzione tra "proprietà reale" e "possesso" sia una costruzione artificiosa, non supportata dalle fonti storiche dell'epoca. Inoltre, l'idea di un'accettazione da parte dei Montagnais è stata messa in dubbio, soprattutto considerando le dinamiche di sfruttamento coloniale e le limitazioni imposte ai diritti territoriali delle popolazioni indigene.

## Eredità storica
Il Domaine du roi rappresenta un caso emblematico di appropriazione territoriale durante l'epoca coloniale, illustrando le modalità con cui la sovranità europea venne imposta e mantenuta su vasti territori abitati da popolazioni indigene. La sua storia continua a essere oggetto di dibattito, sia in termini di interpretazione storica che di implicazioni legali nei rapporti tra governo canadese e comunità indigene.

## Collegamenti
- (FR) Sigfrid Tremblay, Recherches amérindiennes au Québec (PDF), su erudit.org.